# ميكي اندروز
ميكي اندروز (بالإنجليزية: Mickey Andrews)‏ هو لاعب كرة قدم أمريكية أمريكي، ولد في 20 مايو 1942 في داليفيل في الولايات المتحدة.